# Рудаков, Валерий Викторович
Вале́рий Ви́кторович Рудако́в (укр. Валерій Вікторович Рудаков; 30 июня 1955, Сталино, Украинская ССР, СССР) — советский и украинский футболист и тренер, двукратный обладатель Кубка СССР, мастер спорта СССР (1976), Заслуженный тренер Украины (2013), Почётный работник физической культуры и спорта Украины.

## Биография

### Карьера игрока
Детство Валерия Рудакова прошло в посёлке Объединённый, что на окраине Сталина. Там же увлёкся футболом, принимая участие в уличных футбольных баталиях со своими сверстниками. В 1966 году, будучи учеником 4 класса, Валерий приехал на просмотр в футбольную школу при команде мастеров донецкого «Шахтёра». Но оказалось, что набор проводился для юношей 1954 года рождения. Всё же тренер, Пётр Андреевич Пономаренко, принял в свою группу и несколько ребят младшего возраста, в том числе и юного Рудакова. Тем не менее, через некоторое время, с тренировками пришлось расстаться. В следующем году Валерий, теперь уже со своими сверстниками, прошёл отбор и стал заниматься у тренера Юрия Владимировича Захарова а позже продолжил обучение у другого наставника — Евгения Яковлевича Шейко. В 1972 году, молодой футболист был зачислен в дублирующий состав горняцкой команды, где играл на позициях центрального и крайнего защитника.
Вскоре Валерий получил приглашение в юношескую сборную СССР, в составе которой, в июне 1973 года, играл на юниорском чемпионате Европы, проходившем в Италии. Советская сборная выступила неплохо, хотя и не смогла пробиться в полуфинал. По ходу турнира не проиграв ни одного матча, по разнице забитых-пропущенных мячей, сборная СССР уступили путь в призёры болгарским сверстникам.
В 1974 году Рудаков сыграл свой первый матч в высшей лиге. Дебют состоялся 29 августа, в поединке «Зенит» (Ленинград) — «Шахтёр». Валерий вышел в стартовом составе, но уже на 26 минуте получил повреждение и был заменён. Восстановившись продолжил играть за резервистов, лишь дважды в сезоне 1975 года появившись на футбольном поле в составе первой команды. Только начиная с 1976 года, тренер «Шахтёра» Владимир Сальков стал больше доверять молодому игроку, которому ещё и определил новую позицию на футбольном поле — в центре полузащиты. В матче весенней части чемпионата 1976 года против одесского «Черноморца», состоявшемся 26 мая, Рудаков отличился и своим первым голом в элитном дивизионе, подключившись на 4 минуте матча к подаче углового, головой переправил мяч в ворота одесского голкипера Сергея Крамаренко.
29 сентября 1976 года, Рудаков дебютировал в еврокубковых матчах, заменив во втором тайме поединка Кубка УЕФА «Динамо» (Берлин) — «Шахтёр» (Донецк) 1:1, Юрия Дудинского. Всего же в еврокубковых турнирах провёл 16 матчей (Кубок обладателей кубков — 7 игр, Кубок УЕФА — 9 игр).
Постепенно Валерий Рудаков стал одним из лидеров и ключевым футболистом донецкой команды, которая в 1978 году стала бронзовым призёром чемпионата, а также вышла в финал Кубка СССР. По окончании сезона, в «Шахтёре» произошла смена тренеров. Коллектив возглавил новый наставник — Виктор Носов, работавший до этого помощником Салькова. Новый сезон команда провела ещё более уверенно чем предыдущий, по ходу чемпионата претендуя на победу, но в итоге уступив первую строчку московскому «Спартаку», а Рудаков с партнёрами стали серебряными медалистами. В 1980 году Валерий Рудаков стал обладателем Кубка СССР. Его команда уверенно прошла все этапы кубкового турнира, обыграв в полуфинале московский «Спартак» и одержала победу в финальном матче против тбилисских динамовцев. Весомый вклад в кубковый триумф внёс и Рудаков. Представляя своих партнёров еженедельнику «Футбол-хоккей», капитан команды Владимир Сафонов дал такую характеристику своему одноклубнику:
Футболист хладнокровный, расчётливый, пластичный, он может сыграть практически на любом месте, но всегда чётко выполняет тренерскую установку. В созидательной игре Валерий так же очень полезен, так как видит поле и владеет пасом. Выходы его на ударный рубеж, как правило неожиданны для соперника, причём удар у него чёткий. И что ещё характерно, в игре боевит, агрессивен, а в жизни едва ли не самый скромный и дружелюбный из всех
В 1983 году донецкая команда снова показала свой кубковый характер, в очередной раз став обладателем престижного трофея, обыграв в финале Кубка СССР «Металлист», а в следующем году, в противостоянии с чемпионом страны — «Днепром», стала победителем Кубка сезона. Одним из лучших в поединках был опытный опорный полузащитник Рудаков, отличавшийся самоотверженной игрой при отборе мяча и являясь связующим звеном между обороной и атакующей линией команды. В 1985 и 1986 годах, «Шахтёр» ещё дважды пробивался в финал Кубка страны, но на этот раз уступал своим соперникам в решающих матчах. Финальный поединок Кубка СССР 1986 года «Торпедо» (Москва) — «Шахтёр», стал пятым финалом Кубка СССР, в котором Валерий принимал участие.
В конце 1986 года «Шахтёр» покинул главный тренер Виктор Носов. Коллектив возглавил Анатолий Коньков, который стал делать ставку на других футболистов, после чего 31-летний Рудаков решил покинуть команду, отыграв следующий сезон в перволиговом «Колосе» из Никополя. Возвратившись в Донецк, тренировал юных футболистов. В 1989 году, тренировавший ждановский «Новатор» Николай Максимович Головко, пригласил Валерия в команду на должность играющего тренера. Заканчивал игровую карьеру в клубе «Горняк» (Горное), выступавшем в переходной лиге Украины.

### Карьера тренера
Тренерскую карьеру Валерий Рудаков начал ещё будучи действующим игроком в мариупольском «Новаторе» и кировском «Антраците», где был играющим помощником наставников этих команд. Весной 1992 года, Рудаков продолжал выходить на футбольное поле, играя в переходной лиге Украины за команду «Горняк» (Горное), но уже летом получил приглашение от главного тренера донецкого «Шахтёра» Валерия Яремченко войти в его тренерский штаб, в качестве помощника и селекционера. В сезоне 1995/96 Валерий Викторович был назначен главным тренером «Шахтёра», переживавшем тогда не лучшие времена. Но ситуацию наставнику исправить не удалось, по итогам чемпионата горняки финишировали лишь на 10 месте и по окончании сезона тренер уступил свой пост Валерию Яремченко, перейдя на работу с молодыми футболистами клуба, несколько лет был одним из тренером «Шахтёра-3».
В 1999 году, Михаил Калита, тренировавший СК «Николаев», пригласил Валерия в свой клуб на должность второго тренера. В Николаеве специалист проработал почти три года. В декабре 2002 года Рудаков вернулся в Донецк, где был назначен помощником главного тренера команды «Шахтёр-3». С 2004 по 2007 год Валерий Викторович работал главным тренером дублирующего состава донецкого клуба. С 2007 года снова в тренерском штабе «Шахтёра-3», В сезоне 2008/09, сначала в тандеме с Игорем Леоновым а затем самостоятельно, возглавляет этот коллектив.
С 2010 года работает с юношескими командами ФК «Шахтёр», с которыми принимает участие в чемпионатах ДЮФЛ Украины. В 2012 году, его 17-летние подопечные, обыграв в решающем матче команду своих сверстников из киевского «Динамо», становятся чемпионами Украины в своей возрастной категории. В 2013 году снова назначен главным тренером, выступающей во второй лиге, команды Шахтёр-3. В июле 2013 года, за вклад в развитие футбола и подготовку молодых футболистов для сборных команд страны, Валерий Викторович Рудаков удостоен звания «Заслуженного тренера Украины».

## Достижения
- Серебряный призёр чемпионата СССР: 1979
- Бронзовый призёр чемпионата СССР: 1978
- Обладатель Кубка СССР: 1980, 1983
- Обладатель Кубка сезона: 1984
- Финалист Кубка СССР: 1978, 1985, 1986

## Образование
- Окончил Донецкий институт советской торговли